# LOVE, HOLIDAY.
『LOVE, HOLIDAY.』（ラブ, ホリデイ）は、2014年5月21日にJ Stormから発売されたTOKIOの49作目のシングル。

## 概要
前作『ホントんとこ/Future』から約7か月ぶりのシングルである。表題曲の「LOVE, HOLIDAY.」は、JRAの60周年記念CMソングとして長瀬智也が書き下ろした楽曲で、JRAのYouTube公式チャンネルではCM映像が、JRAのオフィシャルサイトには歌詞が掲載されていた。
初回限定盤、通常盤の2形態での発売されており、初回限定盤には表題曲のミュージックビデオとメイキングを収録したDVDが付属。通常盤のみカップリング曲の「みあげれば」と「フレーズ」が収録されている。初回限定盤のジャケットにはメンバーの写真が使用されているのに対し、通常盤のジャケットにはメンバーの写真が使用されていない。

## 収録曲

### CD
※は通常盤のみ収録。
1. LOVE, HOLIDAY.
作詞・作曲・編曲：長瀬智也、Horns Arrangement：KAM
  - 「JRA」60周年記念CMソング
2. みあげれば※
作詞・作曲：国分太一、編曲：長瀬智也・KAM
3. フレーズ※
作詞・作曲・編曲：長瀬智也、Strings Arrangement：KAM
4. LOVE, HOLIDAY.（Backing Track）
5. みあげれば（Backing Track）※
6. フレーズ（Backing Track）※

### DVD（初回限定盤のみ）
1. LOVE, HOLIDAY.（Video Clip）
2. LOVE, HOLIDAY.（Making）